# 1613 a tudományban
Az 1613. év a tudományban és a technikában.

## Csillagászat
- Galileo Galilei publikálja a napfoltokról szóló művét, mely az első ebben a témában.

## Halálozások
- Johann Bauhin, svájci orvos és botanikus (* 1541)
- David Gans, német matematikus és csillagász (* 1541)